# Emilly Marcondes
Emilly Micaela Marcondes (6 de setembro de 1994) é uma jogadora de futsal brasileira.

## Biografia e carreira
Marcondes começou a jogar futebol aos cinco anos de idade na rua, com os meninos. Aos onze anos, os treinos passaram a fazer parte da sua rotina. Aos 14, foi jogar no clube da cidade de Telêmaco Borba onde ficou por cinco anos. Também passou pelo Estrela de Guarulhos, em São Paulo, UNIFOR, no Ceará, São José, em São Paulo e Torreblanca, na Espanha. Em 2022, a atleta ingressou no Burela, com sede em Galícia, na Espanha.
No ano de 2023, Marcondes integrou a Seleção Brasileira que sagrou-se campeã do 1.º Torneio Internacional de Futsal Feminino de Xanxerê. A jogadora marcou um dos três gols da final da competição.

## Principais conquistas
Torneio Internacional de Futsal de Xanxerê
- 2023 – campeã